# 청혼 (영화)
《청혼》(영어: The Bachelor)은 1999년에 개봉한 미국의 로맨틱 코미디 드라마 판타지 영화이다. 《일곱 번의 기회》(1925)의 리메이크작이다. 크리스 오도널, 러네이 젤위거 등이 출연하였다. 이 영화는 머라이어 케리의 영화 데뷔작이다.

## 출연
- 크리스 오도널 - 지미 섀넌 역
- 러네이 젤위거 - 앤 아든 역
- 핼 홀브룩 - 로이 오델 역
- 제임스 크롬웰 - 목사 역
- 아티 랭 - 마코 역
- 에드 애즈너 - 시드 글러크먼 역
- 말리 셸턴 - 내털리 아든 역
- 피터 유스티노프 - 할아버지 제임스 섀넌 역
- 세라 실버먼 - 캐럴린 역
- 제니퍼 에스포지토 - 대프니 역
- 머라이어 케리 - 일라나 역
- 브룩 실즈 - 버클리 헤일윈저 역

## 우리말 녹음
KBS 성우진 (2004년 2월 14일)
- 강수진 - 지미 섀넌(크리스 오도널)
- 정미숙 - 앤(러네이 젤위거)
- 김소형 - 마코(아티 랭)
- 황원 - 변호사
- 노민 - 할아버지
- 이완호 - 오델(핼 홀브룩)
- 이근욱 - 신부님(제임스 크롬웰)
- 주유랑 - 내털리(말리 셸턴)
- 함수정 - 버클리(브룩 실즈)
- 문지현 - 대프니(제니퍼 에스포지토)
- 구민선 - 모니크(캐서린 타운)
- 조진숙 - 스테이시(리베카 크로스)
- 민지 - 일라나(머라이어 케리)
- 김태웅 - 맥스
- 장호비 - 샌젤
- 김우정 - 스톤